# Raluca Stroescu
Raluca Stroescu (n. 29 ianuarie 1976, București – d. 20 aprilie 2007, București), a fost manager de audit la compania de audit Ernst & Young, este suspectată că a murit după mai multe zeci de zile de muncă fără pauză, din cauza muncii intensive la care a fost supusă la serviciu.